# Jüdischer Friedhof Weingarten

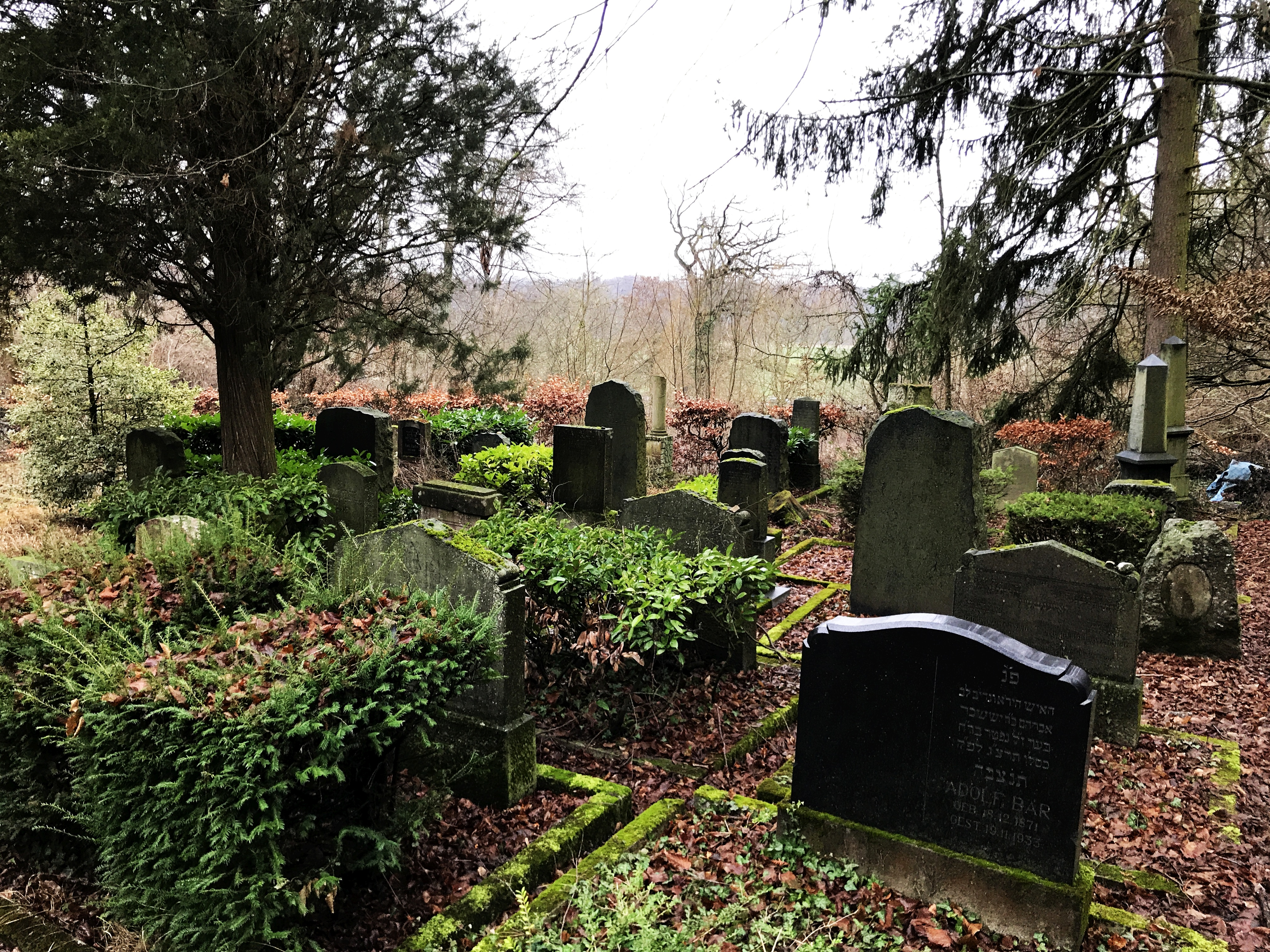
Jüdischer Friedhof in Weingarten (Baden) mit Blick in westliche Richtung

Der Jüdische Friedhof Weingarten ist ein jüdischer Friedhof in Weingarten, einer Gemeinde im Landkreis Karlsruhe im nördlichen Baden-Württemberg. Der Friedhof ist ein geschütztes Kulturdenkmal.
Die Toten der jüdischen Gemeinde Weingarten wurden zunächst wohl bis 1632 auf dem jüdischen Friedhof Worms und danach auf dem jüdischen Friedhof Obergrombach beigesetzt. Im Jahr 1833 wurde ein eigener Friedhof eingerichtet; dennoch nutzten Weingartener Juden bis 1924 teilweise den Obergrombacher Friedhof, offenbar, weil dort Verwandte bestattet waren. Der Weingartener Friedhof im Gewann Effenstiel hat eine Fläche von 14,25 Ar und heute sind noch 35 Grabsteine vorhanden, darunter vier für Kinder. 
Eine Gedenktafel auf dem Friedhof für sieben jüdische Gefallene des Ersten Weltkrieges aus Weingarten stammt aus der örtlichen Synagoge, die in den Novemberpogromen 1938 verwüstet und kurze Zeit später abgerissen wurde. Ein Weingartener Jude hatte die Gedenktafel in Verwahrung genommen; vermutlich 1940 wurde sie auf dem Friedhof aufgestellt, ehe im Oktober 1940 23 der 24 noch in Weingarten lebenden Juden in der Wagner-Bürckel-Aktion deportiert wurden.